# San Juan la Muralla
San Juan la Muralla är en ort i Mexiko.   Den ligger i kommunen Guadalupe Victoria och delstaten Puebla, i den sydöstra delen av landet, 180 km öster om huvudstaden Mexico City. San Juan la Muralla ligger 2 374 meter över havet och antalet invånare är 227.
Terrängen runt San Juan la Muralla är kuperad åt sydost, men åt nordväst är den platt. Terrängen runt San Juan la Muralla sluttar norrut. Runt San Juan la Muralla är det ganska tätbefolkat, med 75 invånare per kvadratkilometer. Närmaste större samhälle är Tlanalapan, 17,9 km sydost om San Juan la Muralla. Omgivningarna runt San Juan la Muralla är en mosaik av jordbruksmark och naturlig växtlighet.